# Gabriel De Coster
Gabriel De Coster (Ukkel, 25 oktober 2000) is een Belgisch kajakker.

## Levensloop
De Coster begon met kajakken op het kanaal te Anderlecht en was aangesloten bij de Cercle des Régates de Bruxelles Kayak. Vervolgens was hij aangesloten bij een club in Leuven en de Koninklijke Cano Club Mechelen (KCCM).
In 2020 won hij brons op de K1 Slalom op het EK voor beloften te Krakau. In mei 2021 werd bekend dat De Coster zich had gekwalificeerd voor de Olympische zomerspelen te Tokio, nadat een ander land een quotaplaats had vrijgelaten. De Coster was eerder die maand 30e geworden in de kajak slalom K1 op het Europees kampioenschap te Ivrea. Op de Spelen te Tokio werd hij 22e.
In 2022 won hij de wereldbeker-manche te Pau.